# 第52街 (曼哈顿)
第52街，位於美國紐約曼哈顿，是第五大道与第七大道之间的一條由西向東單行道。

## 爵士樂中心
在1930年代，爵士乐手的收入来源大多来自以下三种：百老汇、夜总会中的助兴演出团体、哥伦比亚广播电台的某档节目。
众所周知，爵士乐领域里，照谱演出是对乐手创造力极大的伤害，因着创作欲望的喷涌，乐手们会在深夜来临前聚集到第52街，三三两两的玩一些即兴的室内乐。一开始俱樂部只有几家，但随着公演前过来消遣的乐手愈来愈多，俱樂部也渐渐越开越多，这样就形成了一个良性循环，渐渐的就成了地标了。而本是消遣的即兴二重奏三重奏，也渐渐变成了第52街的演出规范。
从1930年到1950年初，你叫的上名字的著名乐手，已经几乎全在这里演过了。后来这些俱樂部也开始接纳各个学院的老师与学生来演出。这时 第52街已经是继哈林区的Minton's Playhouse之后第二大的bebop传播地了。Thelonious Monk还专门为这条街写了一首“52nd street theme”，后来此曲在坊间誉为bebop的颂歌。
第52街的全盛时期开始于著名爵士乐DJ Symphony Sid开始辗转此街，并瞬时决定做了一档每夜来此直播乐手演奏的电台节目。此后第52街得以在真正意义上家喻户晓。
1940年代末期起，因为政府的城市改建计划，52街的一部分开始逐个搬迁，散落各地。到了60年代，曾经风光的club几乎全被移为平地，到了68年，52街的最后一家club宣布关门，结束了这条街作为爵士圣地的风光史。
现在第52街变成了一条金融街，不是银行就是商店，一些有怀古情结的店主会在店内贩售一些跟爵士乐有关的纪念品。而52街从第五大道路口到第六大道路口的那一截也被官方授予了“摇摆街（Swing Street）”的称号。